# Mesynium
Mesynium là một chi thực vật có hoa trong họ Linaceae.

## Loài
Chi Mesynium gồm các loài: